# 上海大剧院艺术中心
上海大剧院艺术中心是上海一家非营利性表演艺术集团之一，旗下拥有上海大剧院、凯迪拉克·上海音乐厅、上汽·上海文化广场三家剧院，以及上海歌剧院、上海芭蕾舞团、上海民族樂团三家文艺院团，成立于2005年2月6日。